# حاسوب راند اللوحي
جهاز راند اللوحي هو جهاز إدخال حاسوبي طوره معهد راند قطر للسياسات. يدّعى بأن حاسوب راند اللوحي هو أول جهاز رسم رقمي منخفض التكاليف. تم بناء الجهاز من قبل شركة داربا. وهو أحد أوائل الأجهزة المستخدمة للاستفادة من القلم كأداة عملية جداً.
يرتبط الحاسوب اللوحي بميناء إدخال في الحاسوب و\أو جهاز أوسيليسكوب. سيعمل جهاز العرض على تسجيل إشارة الإدخال وعرضها على شاشة الحاسوب.